# Doom
Doom (Дуум) е научнофантастична хорър екшън игра от първо лице от id Software, издадена за първи път на 10 декември 1993 г. Известна е с това, че популяризира жанра на екшъните от първо лице и често е определяна за техен „баща“, като за пръв път въвежда 3D компютърна графика, игра в мрежа и поддръжка за създадени от феновете нови нива и графики посредством така наречените WAD файлове. Графичното и интерактивно насилие, както и сатанинските образи и символи допринасят за противоречивата репутация на играта. В Doom, играчът поема ролята на космически морски пехотинец, известен още като „Doomguy“ („Дуумгай“ – букв. „човекът от Дуум“), който трябва с бой да си проправи път през военната база на Фобос, една от луните на Марс и да избие демоните от Ада. Играта се състои от три епизода от по 9 нива всеки. The Ultimate Doom („Окончателен Doom“) е обновена преиздадена през 1995 г. версия на оригиналната игра с включен четвърти епизод.
Тъй като една трета от играта (9 нива) са били разпространени безплатно (като шеъруеър), се предполага, че Doom е била играна от около 10 милиона души в рамките две години след издаването си, популяризирайки този модел на игра и раждайки една цяла субкултура в света на видеоигрите. Един от страничните ефекти на популярността на играта е, че много от игрите създадени по време на бума на екшъни от първо лице през 90-те години са определяни като „клонинги на Doom“. Според GameSpy, Doom е била определена от индустрията за най-великата игра на всички времена през 2004 г. Днес, играта се предлага на платформата Steam от 3 август 2007 г., като може да се играе чрез емулатора DOSBox.
Поредицата Doom е продължена с Doom II: Hell on Earth („Ад на Земята“) (1994) и множество допълнителни експанжъни, включително Master Levels for Doom II („Майсторски Нива за Doom II“) (1995), и Final Doom („Последен Doom“) (1996). Първоначално написани за DOS, игрите по-късно са адаптирани и за множество други платформи. Публикуването на сорс кода на играта през 1997 г. довежда до разработването на още повече нови варианти, повечето от които създадени от фенове. Поредицата започва да губи своя мейнстрийм успех в средата на 90-те години, когато графичната ѝ технология е вече видимо морално остаряла, но въпреки това феновете продължават да създават множество свои проекти и да провеждат съревнования помежду си. Поредицата отново придобива популярност през 2004 г., с издаването на Doom 3, преразказване на оригиналната история с нова технология, както и филмът Doom от 2005 г. На 7 май 2008 г., след множество догадки и слухове, официално е обявено, че е започната работа по Doom 4. Пусната е през май 2016 г. След това излиза Doom Eternal през 2020 г.